# Unghiurile lui Euler

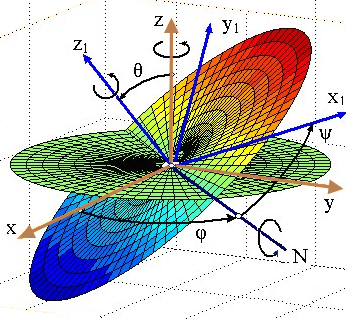

Unghiurile lui Euler sunt cele trei unghiuri introduse de Leonhard Euler pentru a descrie orientarea unui solid rigid și pentru a descrie rotația acestuia în spațiu.
Acestea sunt:
- θ - unghiul de nutație;
- ψ - unghiul de precesie;
- φ - unghiul de rotație proprie.

Se consideră sistemul de referință fix {\displaystyle Ox_{1}y_{1}z_{1}} și sistemul de referință {\displaystyle Oxyz}, fixat solidar de rigid.
Trecerea de la primul sistem la al doilea se poate executa în trei etape:
- se efectuează o rotație plană de unghi {\displaystyle \psi } a sistemului de referință în jurul axei {\displaystyle Oz_{1}} considerată fixă; sistemul de referință are o nouă poziție definită de axele {\displaystyle Ox'y'z',\;\;Oz\equiv Oz'.} Axa {\displaystyle Ox'} se mai notează și ON și se numește axa nodurilor;
- se menține fixă axa {\displaystyle ON\equiv Ox'} și se execută în jurul acesteia o rotație plană de unghi θ și astfel sistemul de referință are o nouă poziție definită de axele {\displaystyle Ox''y''z''} și anume {\displaystyle Ox'\equiv Ox''.}
- se mențina axa {\displaystyle Oz''} fixă și se rotește în jurul ei sistemul de referință cu unghiul ψ care va fi definită de matricea de rotație {\displaystyle [R_{\psi }].}

Legătura între coordonatele unui vector exprimată în cele două sisteme de referință {\displaystyle Ox_{1}y_{1}z_{1}} și {\displaystyle Ox'y'z'} este:
{\displaystyle {\begin{Bmatrix}x_{1}\\y_{1}\\z_{1}\end{Bmatrix}}={\begin{vmatrix}\cos \psi &-\sin \psi &0\\\sin \psi &\cos \psi &0\\0&0&1\end{vmatrix}}\cdot {\begin{Bmatrix}x'\\y'\\z'\end{Bmatrix}}.}